# Dustin the Turkey
Dustin the Turkey è stato un celebre pupazzo irlandese.
Dal 1º dicembre 1989 al 2020 è stata la mascotte di The Den, un programma per bambini trasmesso dalla TV di Stato RTÉ2.
La voce è di John Morrison. Il pupazzo, oltre che per le sue apparizioni televisive, è divenuto famoso per le parodie di canzoni famose: per esempio Christmas Tree, una cover rivisitata del brano Lemon Tree dei Fool's Garden.
Nel 2008 ha rappresentato l'Irlanda all'Eurovision Song Contest con la canzone Irelande douze pointe fermandosi in semifinale e suscitando molte polemiche per il testo, che velatamente denunciava il presunto block-vote dei paesi dell'Est.